# Petar Pejačević (veliki župan)
Petar grof Pejačević (mađ. Pejacsevich Péter; Požun, 20. veljače 1804. – Beč, 20. travnja 1887.) bio je najstariji sin Ivana Nepomuka Pejačevića. Pripadao je rumsko-retfalačkoj lozi hrvatske plemenitaške obitelji Pejačevića.
Obnašao je mnoge dužnosti, među kojima velikog župana Križevačke županije, zatim velikog župana Virovitičke, odnosno Osječke županije, pa velikog župana Srijemske županije, zastupnika u Hrvatskom saboru, ministra bez lisnice za Hrvatsku, Slavoniju i Dalmaciju u ugarskoj Vladi Kálmána Tisze, te carskog i kraljevskog komornika. U vrijeme burnih događaja koji su uslijedili nakon revolucionarne 1848. godine, dolazio je, kao izrazito mađaronski orijentiran, u sukobe s Hrvatskim saborom.